# Biskupi bukareszteńscy
Biskupi bukareszteńscy - lista przedstawia wszystkich biskupów archidiecezji bukareszteńskiej

## Ordynariusze/Metropolici
| L.p. | Lata rządów | Tytuł    | Imię i nazwisko           |
| ---- | ----------- | -------- | ------------------------- |
| 1    | 1883-1885   | abp      | Ignatius Paoli, CP        |
| 2    | 1885-1892   | abp      | Paolo Giuseppe Palma, CP  |
| *    | 1892-1894   | ks.      | Basilius Laureri, CP      |
| 3    | 1894-1895   | abp      | Otto Zardetti             |
| *    | 1895-1896   | bp       | Dominique Jaquet          |
| 4    | 1896-1905   | abp      | Franz Xaver von Hornstein |
| 5    | 1905-1924   | abp      | Raymund Netzhammer, OSB   |
| 6    | 1924-1948   | abp      | Alexandru Theodor Cisar   |
| *    | 1948-1949   | bp       | Anton Durcovici           |
| *    | 1949-1950   | bp       | Iosif Schubert            |
| *    | 1950-1962   | ks. kan. | Stanislaus Iovanelli      |
| *    | 1962-1983   | bp       | Francisc Augustin         |
| *    | 1984-1990   | bp       | Ioan Robu                 |
| 7    | 1990-2019   | abp      | Ioan Robu                 |
| 8    | od 2019 r.  | abp      | Aurel Percă               |

## Biskupi pomocniczy
| L.p. | Lata rządów | Tytuł | Imię i nazwisko |
| ---- | ----------- | ----- | --------------- |
| 1    | od 2003 r.  | bp    | Cornel Damian   |